# Phil McGraw
Phillip Calvin McGraw (Vinita, Oklahoma, 1 de setembro de 1950), mais conhecido como Dr. Phil, é um psicólogo e autor americano. Apresentando o talk show Dr. Phil desde 2002. McGraw ganhou notoriedade ao participar regularmente do The Oprah Winfrey Show no final dos anos 1990.
Antes de sua carreira televisiva, Dr. Phil se formou em psicologia na Universidade do Texas e trabalhou como psicólogo e terapeuta. Ele fundou a empresa "Courtroom Sciences", que aplicava técnicas de psicologia para ajudar advogados em tribunais, sendo essa a conexão que o levou a conhecer Oprah Winfrey, que o contratou para auxiliá-la em um processo judicial. Dr. Phil rapidamente se tornou uma presença constante nos programas de Oprah, o que abriu caminho para seu próprio show. Além de seu sucesso na TV, ele é autor de seis best-sellers do The New York Times, com seus livros traduzidos para 37 línguas, e teve participações em filmes como Disaster Movie e Scary Movie 4, além de aparecer em um episódio de Os Simpsons.

## Biografia
Phillip McGraw nasceu em Vinita, Oklahoma, em 1º de setembro de 1950, filho de Joseph J. McGraw Jr. e Anne Geraldine. Ele cresceu com duas irmãs mais velhas, Deana e Donna, e uma irmã mais nova, Brenda, nos campos petrolíferos do norte do Texas, onde seu pai trabalhava como fornecedor de equipamentos. Aos 13 anos, trabalhou em uma barraca da A&W Root Beer e em uma rede local chamada Pizza Planet, em Oklahoma City.
Posteriormente, ele se transferiu para a Midwestern State University, em Wichita Falls, Texas, onde se formou em 1975 com um bacharelado em psicologia. Em seguida, obteve um mestrado em psicologia experimental em 1976 e um doutorado em psicologia clínica em 1979, ambos na University of North Texas. Sua TCC foi intitulada "Artrite Reumatoide: Uma Intervenção Psicológica". Ele também fez um ano de treinamento pós-doutoral em psicologia forense no Wilmington Institute. O orientador de doutorado de McGraw foi Frank Lawlis, que mais tarde se tornou o principal psicólogo colaborador do programa de televisão Dr. Phil.